# La Turbie
La Turbie (Occitaans: A Torbia; Italiaans: Turbia) is een gemeente in het Franse departement Alpes-Maritimes (regio Provence-Alpes-Côte d'Azur). De plaats maakt deel uit van het arrondissement Nice. La Turbie telde op 1 januari 2022 3.012 inwoners.
Hier staat ook het grote Romeinse gedenkteken Trofee van de Alpen ter ere van keizer Augustus.

## Geografie
De oppervlakte van La Turbie bedroeg op 1 januari 2022 7,42 vierkante kilometer; de bevolkingsdichtheid was toen 405,9 inwoners per km².
De onderstaande kaart toont de ligging van La Turbie met de belangrijkste infrastructuur en aangrenzende gemeenten.

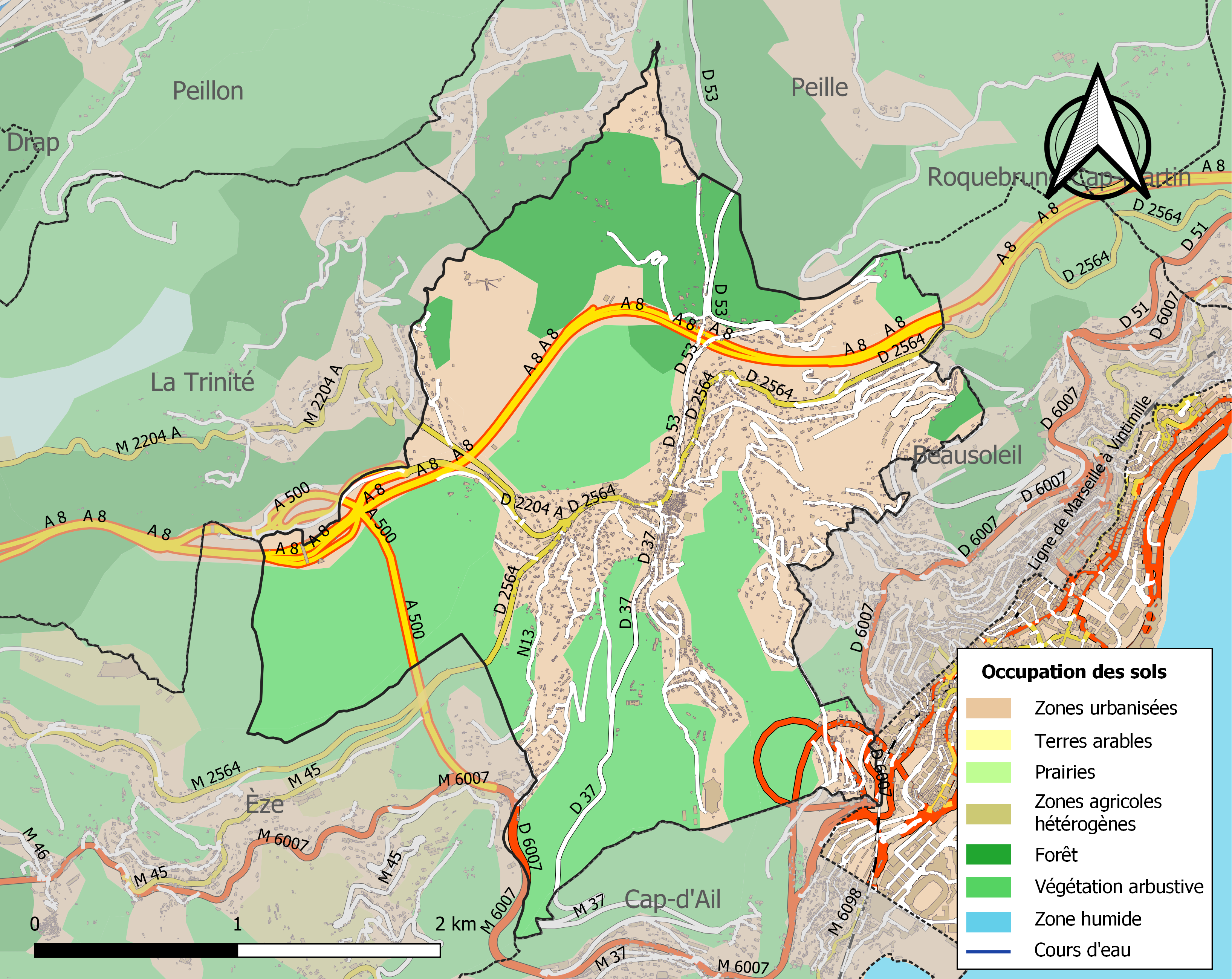

## Demografie
Onderstaande figuur toont het verloop van het inwonertal (bron: INSEE-tellingen).
Vanwege een beveiligingsprobleem met de MediaWiki Graph-software is het momenteel niet mogelijk deze grafiek weer te geven. Zodra de software is bijgewerkt zal de grafiek vanzelf weer zichtbaar worden.